# RPM (software)
O RPM, originalmente abreviatura de Red Hat Package Manager, e atualmente um acrónimo recursivo de  RPM Package Manager (“Gerenciador de Pacotes RPM”) é um sistema de gerenciamento de pacotes de software, assim como o formato de arquivo usado por esse sistema. Ele é parte da Linux Standard Base . O RPM serve para instalar, atualizar, desinstalar, verificar e procurar softwares. Originalmente desenvolvido pela Red Hat, RPM é agora usado por muitas distribuições Linux. E também é portado para outros sistemas operacionais como NetWare da Novell e AIX da IBM.

## Base de dados RPM
Atrás do gerenciador de pacotes está o banco de dados RPM. Ele consiste de uma lista duplamente ligada que contêm todas as informações de todos os RPMs instalados. O banco de dados lista todos os arquivos que são criados ou modificados quando um usuário instala um programa e facilita a remoção desses arquivos. Se o banco de dados ficar corrompido (o que acontece facilmente se o cliente de RPM é fechado subitamente), as ligações duplas garantem que ele possa ser reconstruído sem nenhum problema. Em computadores com o sistema operacional RedHat instalado, este banco de dados se encontra em  /var/lib/rpm.

## Rótulo dos Pacotes
Todo pacote RPM tem um rótulo de pacote(package label), que contem as seguintes informações:
- o nome do software
- a versão do software (a versão tirada da fonte original do pacote)
- e edição do pacote (o número de vezes que o pacote foi refeito utilizando a mesma versão do software)
- a arquitetura sob a qual o pacote foi feito (i386, i686, athlon, ppc, etc.)

os arquivos RPM têm normalmente o seguinte formato:
<nome>-<versão>-<release>.<arquitetura>.rpm
Um exemplo:
nano-0.98-2.i386.rpm
Entretanto, note que o ródulo do pacote está contido com o arquivo e não precisa necessariamente ser o mesmo que o nome do arquivo. O código-fonte também pode ser distribuído em pacotes RPM. O rótulo de tais pacotes não contém a parte destinada para a arquitetura e em seu local inserem "src". Exemplo:
libgnomeuimm2.0-2.0.0-3mdk.src.rpm
Além disso, as bibliotecas são distribuídas em dois pacotes separados para cada versão. Um contendo o código pré-compilado e o outro contendo os arquivos de desenvolvimento tais como os cabeçalhos, da biblioteca em questão. Estes pacotes possuem o complemento "-devel" em seus nomes. Os usuários deve verificar se a versão do pacote de desenvolvimento é a mesma do pacote binário, caso contrário o funcionamento da biblioteca pode encontrar problemas.

## Vantagens e desvantagens do formato
As vantagens de utilizar os pacotes RPM em com relação a outro métodos de adquirir e instalar software são:
- Um método uniforme para o usuário instalar programas.
- Maior simplicidade para desinstalar os programas.
- Popularidade: muitos pacotes disponíveis, mesmo que eles comumente precisem de uma recompilação para funcionarem em uma outra distribuição.
- Instalação não-interativa: facilita uma instalação automática.
- Código-fonte original incluído (.tar.gz, .tar.bz2): fácil de verificar.
- Verificação criptografica com o GPG e o md5.

As desvantagens citadas incluem:
- Comumente tem mudanças no formato de pacote incompatíveis com versões anteriores.
- Documentação incompleta e desatualizada.
- Pouca aprendizagem sobre os pacotes.

O RPM também vem sendo criticado pela falta de consistência no nome e conteúdo dos pacotes, o que pode dificultar o manejo automático de dependências. Entretanto, este problema não ocorre apenas no formato RPM, mas é um problema na maioria das distribuições que usam os pacotes RPM tais como o Red Hat, SuSE e Mandrake (Mandriva) Linux. Quando se utilizam pacotes que são de uma distribuição particular (como a Red Hat) ou feitos para uma distribuição em particular (como Freshrpms (https://freshrpms.net/) e RPM Fusion (https://rpmfusion.org/) para Red Hat), então o sistema automático de checagem de dependências pode funcionar, usando acessórios como o apt adaptados do projeto Debian (veja abaixo). Um acessório exclusivo do Mandrakelinux é o urpmi, e pode ajudar com os problemas de dependências.

## Acessórios relacionados
O RPM é comumente usado por outros acessórios para manipular dependências, como o Yellow dog Updater Modified (yum) ou o zypper (openSUSE)
Alguns gerenciadores de pacotes são:
- yast, usado no openSUSE
- DNF, usado no Fedora
- urpmi, usado no Mandriva Linux